# ひがし北海道クレインズ

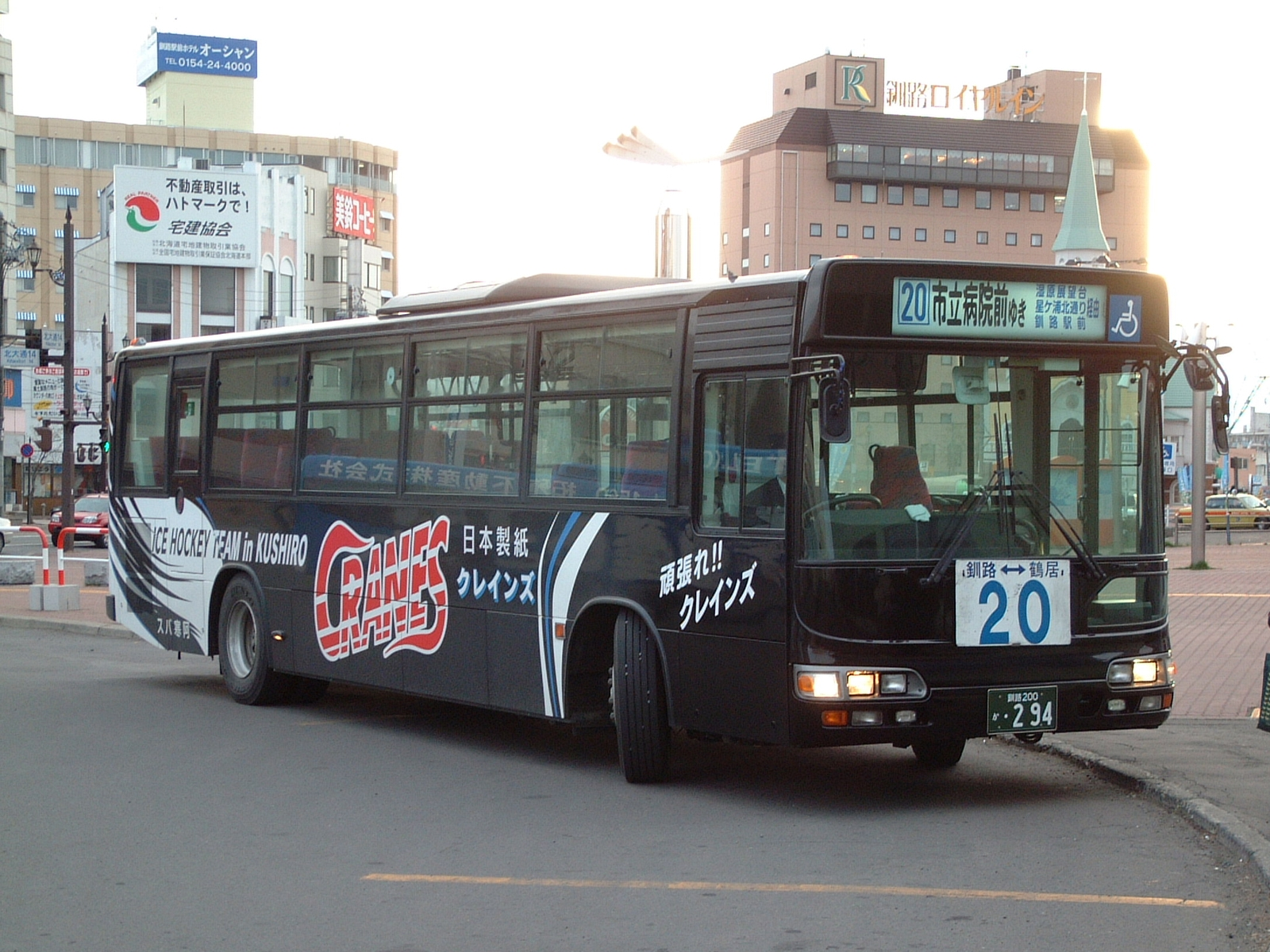
クレインズのラッピングが施されたバス（阿寒バス）

ひがし北海道クレインズ（ひがしほっかいどうクレインズ）は、日本のアイスホッケーチーム。本拠地は北海道釧路市で、ホームスタジアムは釧路アイスアリーナ。
創設は1949年に十條製紙釧路工場の実業団チームとして発足した十條製紙アイスホッケー部であり、2019年にひがし北海道クレインズとして完全クラブチーム化を果たした。
2022-2023年シーズンを最後に選手全員と監督などスタッフもチームを離れ活動を休止した。

## 歴史

### 創部期
- 1949年 - 「十條製紙釧路アイスホッケー部」として創部。
- 1974年 - 日本アイスホッケーリーグに加盟。初参戦となった第9回日本アイスホッケーリーグは6チーム中5位。
- 1975年 - ホームアリーナ、十條アイススケートセンターが開業。
- 1983年 - 釧路市・春採アイスアリーナとの併用開始。
- 1989年 - 参戦16年目となった第24回日本アイスホッケーリーグで初めてAクラス（3位）入り。
- 1990年 - 全日本アイスホッケー選手権大会で初の決勝進出。決勝では国土計画（のちのコクド)に敗れ、準優勝。

### 日本製紙クレインズ時代
- 1993年 - 十條製紙と山陽国策パルプが合併し、社名が日本製紙に変更になったことに伴い、「日本製紙クレインズ」にチーム名変更。
- 1997年 - 釧路アリーナがホームアリーナとして釧路開催では単独開催に。
- 1999年 - 第33回日本アイスホッケーリーグのレギュラーリーグで4位となり、初のプレーオフ進出。しかしセミファイナルで同1位のコクドに敗れ、4位。
- 2002年 - 第36回日本アイスホッケーリーグのレギュラーリーグで初の1位。しかしプレーオフセミファイナルで同4位のコクドに敗れ、3位。
- 2004年
  - アジアリーグアイスホッケーが誕生。初代チャンピオンとなる。
  - 全日本アイスホッケー選手権大会、コクドに敗れ準優勝。
- 2005年
  - 全日本アイスホッケー選手権大会、王子製紙に敗れ準優勝。
  - アジアリーグアイスホッケー、リーグ1位通過もプレーオフでコクドに敗れ準優勝。
- 2006年
  - 全日本アイスホッケー選手権大会、王子製紙を破り初優勝。
  - アジアリーグアイスホッケー、再びリーグ1位通過もプレーオフでコクドに敗れ準優勝。
- 2007年
  - 全日本アイスホッケー選手権大会、SEIBUを破り連覇。
  - アジアリーグアイスホッケー、3回目のリーグ1位通過し、プレーオフで初めてSEIBUを破り優勝。
- 2008年
  - 全日本アイスホッケー選手権大会、SEIBUに敗れ、準優勝。
  - アジアリーグアイスホッケー、リーグ4位通過もプレーオフファイナル進出。しかし王子製紙に敗れ、準優勝。
- 2009年
  - 全日本アイスホッケー選手権大会、SEIBUに敗れ、準優勝。
  - アジアリーグアイスホッケー、リーグ4位通過ながらプレーオフファイナル進出。SEIBUを4勝3敗で下し、3回目のアジア制覇
- 2010年
  - 全日本アイスホッケー選手権大会、王子イーグルスを破り3年ぶり3回目の優勝。
  - アジアリーグアイスホッケー、リーグ3位通過ながらプレーオフファイナル進出。しかしアニャンハルラに2勝3敗で敗れ準優勝。
- 2011年
  - 全日本アイスホッケー選手権大会、東北フリーブレイズを破り2年連続4回目の優勝。
  - アジアリーグアイスホッケー、レギュラーリーグ2位通過。しかしプレーオフセミファイナルで東北フリーブレイズに2勝3敗で敗れファイナル進出ならず。アジアリーグ参戦以来、チームワーストの4位。
- 2012年
  - 全日本アイスホッケー選手権大会、王子イーグルスを破り3年連続5回目の優勝。
  - アジアリーグアイスホッケー、レギュラーリーグ4位通過。しかしプレーオフセミファイナルで王子イーグルスに敗れ、ファイナル進出ならず。
  - 12月開催に変わった全日本アイスホッケー選手権大会、王子イーグルスに敗れ準優勝。
- 2013年
  - 全日本アイスホッケー選手権大会、王子イーグルスを破り2年連続6回目の優勝。
- 2014年
  - アジアリーグアイスホッケー、レギュラーリーグ2位通過。プレーオフファイナルで王子イーグルスを3勝1敗で下し、4回目のアジア制覇。
- 2015年
  - 全日本アイスホッケー選手権大会、王子イーグルスを破り2年ぶり7回目の優勝。
- 2018年
  - 12月19日に廃部が決定されたことが公表された[2]。
- 2019年
  - アジアリーグアイスホッケー2018-2019シーズンをレギュラーリーグ4位で終了
  - プレーオフではファーストラウンド王子イーグルス戦を初戦落としたものの、連勝でセミファイナルへ
  - セミファイナルではレギュラーリーグ1位のデミョンキラーホエールズを相手にホーム釧路で初戦は延長第3ピリオドまでもつれるアジアリーグ最長記録となる試合を制し、その勢いを勝って翌日も勝利。そのままアウェー仁川に乗り込み、そこでも勝利しスイープでファイナルへ進出する。
  - ファイナルではPSKサハリンを相手に善戦はしたものの、ホーム釧路で連敗、第3戦ユジノサハリンスクでも第3ピリオドまで0-3とリードする展開から追いつかれ延長戦の末敗退。最後のシーズンは準優勝で終わった。
  - 日本製紙クレインズとしての活動は終了するがチーム全体の引受先を札幌市の企業が名乗り出ていることが明らかになっている[3]。

### ひがし北海道クレインズ時代
- 2019年
  - 3月31日に、札幌市のスポーツ用具輸入販売会社であるマハロスポーツの茅森健一により、クレインズ受け入れ先チームの運営会社として、東北海道アイスホッケークラブ合同会社設立の記者会見が行われる[4]。茅森健一はコクドアイスホッケーチームや王子イーグルスなどでもプレーをした茅森康二の兄である[5]。
  - 4月24日、アジアリーグ公式サイトにおいて、東北海道クレインズのリーグ加盟が内定したことが発表される[6]。
  - 5月18日、公式アナウンスがあり、以下の変更が発表された[7]。
    - チームの株式会社化に依る組織化と、経営を見据えた中で、代表社員を茅森健一から田中茂樹に変更する。茅森健一は経営企画担当として引き続き運営に携わる。
    - チーム名称を「ひがし北海道クレインズ」に変更する。変更の目的は「ひがし北海道ブランド化推進協議会」との連携に伴い、国内外で「ひがし北海道」のブランド化推進に協力するため。
    - 合同会社の登記変更
      1. 商号を「ひがし北海道クレインズ合同会社」に変更
      2. 所在地を「釧路市内」に変更
      3. 会社代表を「田中茂樹」に変更
      4. 法人格を株式会社に変更

    - 釧路の行政、経済、観光、スポーツの有識者並びに公的団体の代表者からなる「ひがし北海道クレインズ」評議会を発足し、評議会を通じたチームの地域における公的な役割と、地域活性化への社会貢献を目指す。
    - アジアリーグアイスホッケー2019-2020シーズンをレギュラーリーグ5位で終了。プレーオフ進出を逃す。
    - ラトビアから、アルディス・ギルゲンソンス監督を招く。
- 2020年
  - 12月1日、運営が株式会社化[8]。
  - 全日本選手権初制覇。
- 2021年全日本選手権2連覇
- 2022年
  - シーズンオフに監督、中心選手の退団が続くも新人選手と積極的に契約し、日本人選手のみの編成でプロ化後の第2フェーズに入る。
- 2023年
  - 3月2日、公式マスコットキャラクターの名前が決定した[9]。
  - 5月2日、所属する全選手、監督が給与遅配の継続を受け、来季以降チームとの契約をしない意向を表明。同日、齊藤毅監督が現チームのアジアリーグ除名と、全選手が移籍し釧路市を拠点とする新チーム「北海道ワイルズ」を発足し、アジアリーグ参入の嘆願書を釧路アイスホッケー連盟へ提出した[10][11]。また、2022年3月期決算で1億8100万円の債務超過に陥っていたことなども受けて、所属していた選手などが釧路地方裁判所に破産の申し立てを行ったが、6月22日に「債権は弁済によって消滅した」として退けられている[12]。
  - 6月5日、給与未払を理由として、経理や広報、営業などを担当していた 職員7人中6人 (正社員5人とパート1人 )が5月末で退社していることが判明[13]。
  - 6月14日、釧路市教育委員会が運営会社に交付した企業版ふるさと納税の寄付金の一部が、滞納していた税金分として札幌国税局に差し押さえられていたことが判明[14]。市教委は補助金の交付に関するルールの見直しを検討すると発表した[15]。
  - 7月17日、アジアリーグはクレインズの2023-2024シーズンの出場資格停止を発表した[16][17][18]。合わせて、北海道ワイルズも加盟審査を締め切ったことを理由にリーグ参加を認められず、これを受けて釧路アイスホッケー連盟などは、2チームとは異なる新組織を立ち上げ、シーズンへの参加を目指す方針を明らかにした[19]。
  - 8月1日、蝦名大也釧路市長は、アジアリーグが既に日程を発表したことや、クレインズの代表と連絡が取れず新たな組織の立ち上げに影響が出ていることなどを受けて、新組織によるシーズン参加を断念し、プロチームの存続を優先する考えを述べた[20]。
  - 9月1日、蝦名市長より、9月18日までにクレインズの代表から連絡がなければクレインズとの連携協定を破棄する考えが示された[21]。期日までにクレインズ側から連絡があったため、19日に代表とオンライン会議を行い、今年度の活動実態がないことを理由に、双方合意の上で連携協定を解除した[22]。
  - 11月30日にアジアリーグアイスホッケーから脱退をした[23]。

### 活動停止後
- 2024年
  - 2月29日、北海道ワイルズの東京移転を機に釧路アイスホッケー連盟がアジアリーグ参戦を目指す新チームを5月までに設立することが報道された[24]。
  - 6月5日、ホームリンクの釧路アイスアリーナからクレインズのロゴマーク等の撤去作業が行われた[25]。

## チーム名の由来

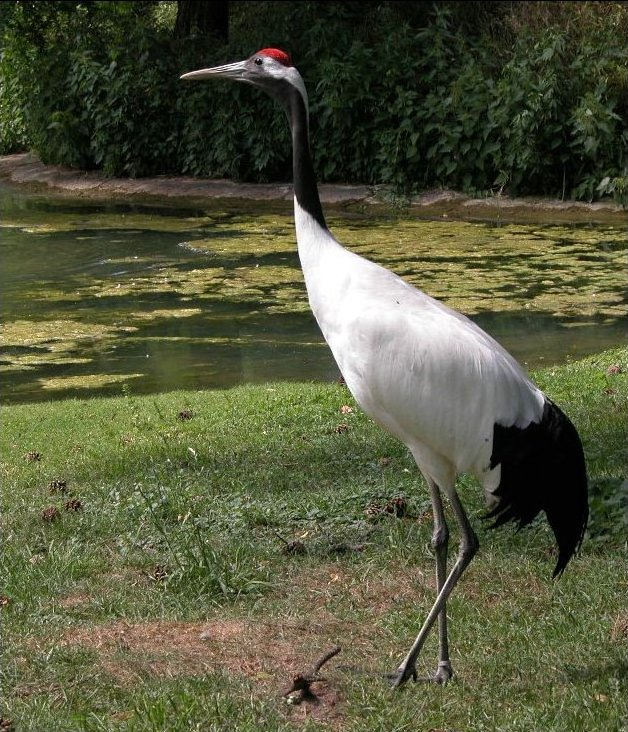
チーム名の由来の丹頂鶴

愛称の「クレインズ」（鶴）は、釧路平野を飛ぶ丹頂鶴に由来する。

## 成績

### アジアリーグ
- アジアリーグ:
  - 優勝 （4回）: 2003–2004、2006–2007、2008–2009、2013–2014

| 年度    | レギュラーリーグ                   | レギュラーリーグ                   | レギュラーリーグ                   | レギュラーリーグ                   | レギュラーリーグ                   | レギュラーリーグ                   | レギュラーリーグ                   | レギュラーリーグ                   | プレーオフ                         | プレーオフ                         | プレーオフ                         |
| 年度    | 試合                               | 勝利                               | 引分                               | 敗戦                               | 得点                               | 失点                               | 勝点                               | 順位                               | 結果                               | スコア                             | 対戦相手                           |
| ------- | ---------------------------------- | ---------------------------------- | ---------------------------------- | ---------------------------------- | ---------------------------------- | ---------------------------------- | ---------------------------------- | ---------------------------------- | ---------------------------------- | ---------------------------------- | ---------------------------------- |
| 2003–04 | 16                                 | 13                                 | 0                                  | 3                                  | 80                                 | 49                                 | 39                                 | 優勝(5)                            | 未開催                             | 未開催                             | 未開催                             |
| 2004–05 | 42                                 | 31                                 | 5                                  | 6                                  | 206                                | 85                                 | 98                                 | 1位(8)                             | 準優勝                             | 0 - 3                              | コクド                             |
| 2005–06 | 38                                 | 32                                 | 1                                  | 5                                  | 240                                | 66                                 | 95                                 | 1位(9)                             | 準優勝                             | 2 - 3                              | コクド                             |
| 2006–07 | 34                                 | 28                                 | 1                                  | 5                                  | 198                                | 79                                 | 86                                 | 1位(8)                             | 優勝                               | 3 - 1                              | SEIBUプリンスラビッツ              |
| 2007–08 | 30                                 | 16                                 | 2                                  | 12                                 | 97                                 | 85                                 | 50                                 | 4位(7)                             | 準優勝                             | 0 - 3                              | 王子製紙                           |
| 2008–09 | 36                                 | 23                                 | --                                 | 13                                 | 120                                | 95                                 | 69                                 | 4位(7)                             | 優勝                               | 4 - 3                              | SEIBUプリンスラビッツ              |
| 2009–10 | 36                                 | 24                                 | --                                 | 12                                 | 128                                | 101                                | 65                                 | 3位(7)                             | 準優勝                             | 2 - 3                              | アニャンハルラ                     |
| 2010–11 | 36                                 | 24                                 | --                                 | 12                                 | 141                                | 95                                 | 74                                 | 2位(7)                             | 未開催                             | 未開催                             | 未開催                             |
| 2011–12 | 36                                 | 20                                 | --                                 | 16                                 | 128                                | 110                                | 58                                 | 4位(7)                             | セミファイナル敗退                 | セミファイナル敗退                 | セミファイナル敗退                 |
| 2012–13 | 42                                 | 27                                 | --                                 | 15                                 | 176                                | 130                                | 77                                 | 3位(7)                             | セミファイナル敗退                 | セミファイナル敗退                 | セミファイナル敗退                 |
| 2013–14 | 42                                 | 26                                 | --                                 | 16                                 | 168                                | 126                                | 75                                 | 3位(8)                             | 優勝                               | 3 - 1                              | 王子イーグルス                     |
| 2014–15 | 48                                 | 24                                 | --                                 | 24                                 | 160                                | 157                                | 69                                 | 6位(9)                             | ---                                | ---                                | ---                                |
| 2015–16 | 48                                 | 29                                 | --                                 | 19                                 | 166                                | 125                                | 88                                 | 3位(9)                             | ファーストラウンド敗退             | ファーストラウンド敗退             | ファーストラウンド敗退             |
| 2016–17 | 48                                 | 25                                 | --                                 | 23                                 | 169                                | 153                                | 79                                 | 5位(9)                             | ---                                | ---                                | ---                                |
| 2017–18 | 28                                 | 11                                 | --                                 | 17                                 | 79                                 | 91                                 | 35                                 | 7位(8)                             | ---                                | ---                                | ---                                |
| 2018–19 | 34                                 | 19                                 | --                                 | 15                                 | 93                                 | 77                                 | 56                                 | 4位(9)                             | 準優勝                             | 0 - 3                              | PSKサハリン                        |
| 2019–20 | 36                                 | 15                                 | --                                 | 21                                 | 73                                 | 104                                | 46                                 | 5位(8)                             | ---                                | ---                                | ---                                |
| 2020–21 | アジアリーグジャパンカップ2021開催 | アジアリーグジャパンカップ2021開催 | アジアリーグジャパンカップ2021開催 | アジアリーグジャパンカップ2021開催 | アジアリーグジャパンカップ2021開催 | アジアリーグジャパンカップ2021開催 | アジアリーグジャパンカップ2021開催 | アジアリーグジャパンカップ2021開催 | アジアリーグジャパンカップ2021開催 | アジアリーグジャパンカップ2021開催 | アジアリーグジャパンカップ2021開催 |
| 2021–22 | アジアリーグジャパンカップ2022開催 | アジアリーグジャパンカップ2022開催 | アジアリーグジャパンカップ2022開催 | アジアリーグジャパンカップ2022開催 | アジアリーグジャパンカップ2022開催 | アジアリーグジャパンカップ2022開催 | アジアリーグジャパンカップ2022開催 | アジアリーグジャパンカップ2022開催 | アジアリーグジャパンカップ2022開催 | アジアリーグジャパンカップ2022開催 | アジアリーグジャパンカップ2022開催 |
| 2022–23 | 40                                 | 16                                 | --                                 | 24                                 | 116                                | 142                                | --                                 | 4位(6)                             | ファーストラウンド敗退             | ファーストラウンド敗退             | ファーストラウンド敗退             |
| 2023–24 | 出場資格停止                       | 出場資格停止                       | 出場資格停止                       | 出場資格停止                       | 出場資格停止                       | 出場資格停止                       | 出場資格停止                       | 出場資格停止                       | 出場資格停止                       | 出場資格停止                       | 出場資格停止                       |

- 2021-2022シーズン終了時点での成績。
- 順位の（）内はリーグ参加チーム数。
- GWS、OTでの決着はそれぞれ各々の勝敗数に組み込んで計算。
- 2003-2004シーズンは日本リーグの合間に開催のためプレーオフ未開催。
- 2008-2009シーズからGWS制による決着方式導入。
- 2010-2011シーズンは東日本大震災のためプレーオフ未開催。

### 全日本アイスホッケー選手権大会
- 全日本選手権:
  - 優勝（9回）: 2006年、2007年、2010年、2011年、2012年、2013年、2015年、2020年、2021年

| 回 | 年   | 開催地 | 順位   | 決勝戦                                      | 決勝戦                                      |
| 回 | 年   | 開催地 | 順位   | スコア                                      | 対戦相手                                    |
| -- | ---- | ------ | ------ | ------------------------------------------- | ------------------------------------------- |
| 63 | 1996 | 札幌   | 3位    |                                             |                                             |
| 64 | 1997 | 長野   | 5位    |                                             |                                             |
| 65 | 1998 | 苫小牧 | 3位    |                                             |                                             |
| 66 | 1999 | 東京   | 5位    |                                             |                                             |
| 67 | 2000 | 東京   | 6位    |                                             |                                             |
| 68 | 2001 | 札幌   | 3位    |                                             |                                             |
| 69 | 2002 | 東京   | 3位    |                                             |                                             |
| 70 | 2003 | 札幌   | 3位    |                                             |                                             |
| 71 | 2004 | 札幌   | 準優勝 | 2-5                                         | コクド                                      |
| 72 | 2005 | 長野   | 準優勝 | 2-5                                         | 王子製紙                                    |
| 73 | 2006 | 札幌   | 優勝   | 5-3                                         | 王子製紙                                    |
| 74 | 2007 | 八戸   | 優勝   | 4-1                                         | SEIBUプリンスラビッツ                       |
| 75 | 2008 | 釧路   | 準優勝 | 3-5                                         | SEIBUプリンスラビッツ                       |
| 76 | 2009 | 東京   | 準優勝 | 5-6                                         | SEIBUプリンスラビッツ                       |
| 77 | 2010 | 苫小牧 | 優勝   | 5-1                                         | 王子イーグルス                              |
| 78 | 2011 | 日光   | 優勝   | 6-2                                         | 東北フリーブレイズ                          |
| 79 | 2012 | 八戸   | 優勝   | 3-1                                         | 王子イーグルス                              |
| 80 | 2012 | 横浜   | 準優勝 | 2-3                                         | 王子イーグルス                              |
| 81 | 2013 | 札幌   | 優勝   | 5-4                                         | 王子イーグルス                              |
| 82 | 2014 | 横浜   | 4位    | 3位決定戦で王子イーグルスに敗退             | 3位決定戦で王子イーグルスに敗退             |
| 83 | 2015 | 札幌   | 優勝   | 6-4                                         | 王子イーグルス                              |
| 84 | 2016 | 長野   | 4位    | 3位決定戦で東北フリーブレイズに敗北         | 3位決定戦で東北フリーブレイズに敗北         |
| 85 | 2017 | 東京   | 3位    | 3位決定戦でH.C.栃木日光アイスバックスに勝利 | 3位決定戦でH.C.栃木日光アイスバックスに勝利 |
| 86 | 2018 | 東京   | 3位    | 3位決定戦で東北フリーブレイズに勝利         | 3位決定戦で東北フリーブレイズに勝利         |
| 87 | 2019 | 東京   | 4位    | 3位決定戦で王子イーグルスに敗退             | 3位決定戦で王子イーグルスに敗退             |
| 88 | 2020 | 八戸   | 優勝   | 3-1                                         | 東北フリーブレイズ                          |
| 89 | 2021 | 長野   | 優勝   | 6-5                                         | 東北フリーブレイズ                          |

### 獲得タイトル
- 2003-2004年 - （第1回）アジアリーグアイスホッケー2003-2004 優勝
- 2006年 - 第73回全日本アイスホッケー選手権大会 優勝
- 2006-2007年 - （第4回）アジアリーグアイスホッケー2006-2007 優勝
- 2007年 - 第74回全日本アイスホッケー選手権大会 優勝
- 2008-2009年 - （第6回）アジアリーグアイスホッケー2008-2009 優勝
- 2010年 - 第77回全日本アイスホッケー選手権大会 優勝
- 2011年 - 第78回全日本アイスホッケー選手権大会 優勝
- 2012年 - 第79回全日本アイスホッケー選手権大会 優勝
- 2013年 - 第81回全日本アイスホッケー選手権大会 優勝
- 2013-2014年 - （第11回）アジアリーグアイスホッケー2013-2014 優勝
- 2015年 - 第83回全日本アイスホッケー選手権大会 優勝
- 2020年 - 第88回全日本アイスホッケー選手権大会 優勝
- 2021年 - 第89回全日本アイスホッケー選手権大会 優勝

## かつて在籍した著名な外国人選手
太字はNHL(ナショナルホッケーリーグ)経験者。
斜線は在籍時のタイトル獲得者。
- ジョエルディック（1994 - 2009）
- アレン・コンロイ（1997 - 2001）
- ロブ・ドプソン（1998 - 2003）
- ダーシ・ミタニ（ドイツ語版）（1998 - 2010）
- 二瓶次郎（2003 - 2007）
- 桑原ライアン春男（2003 - 2008）
- クリス・リンドバーグ（英語版）（2004 - 2005）
- デレク・プラント（英語版）（2005 - 2007）
- ケリー・フェアチャイルド（英語版）（2008 - 2009）
- ブラッド・ティリー（英語版）（2008 - 2009）
- ユール・クリス（2008 - 2013）
- マイク・マディル（英語版）（2010 - 2011）
- オーレン・アイゼマン（英語版）（2012 - 2013）
- マイク・ラジャー（英語版）（2012 - 2014）
- アダム・ミラー（英語版）（2013 - 2014）
- チャド・ワイズマン（英語版）（2014 - 2015）
- コルトン・イエローホーン（英語版）（2014 - 2015）
- リック・ジャックマン（英語版）（2014 - 2015）